# Sommerviller
Sommerviller is een gemeente in het Franse departement Meurthe-et-Moselle in de regio Grand Est. De plaats maakt deel uit van het arrondissement Lunéville en sinds 22 maart 2015 van het kanton Lunéville-1, toen het kanton Lunéville-Nord, waar Sommerviller daarvoor deel van uitmaakte, werd opgeheven. Sommerviller telde op 1 januari 2022 1.002 inwoners.

## Geografie
De oppervlakte van Sommerviller bedroeg op 1 januari 2022 3,81 vierkante kilometer; de bevolkingsdichtheid was toen 263 inwoners per km².

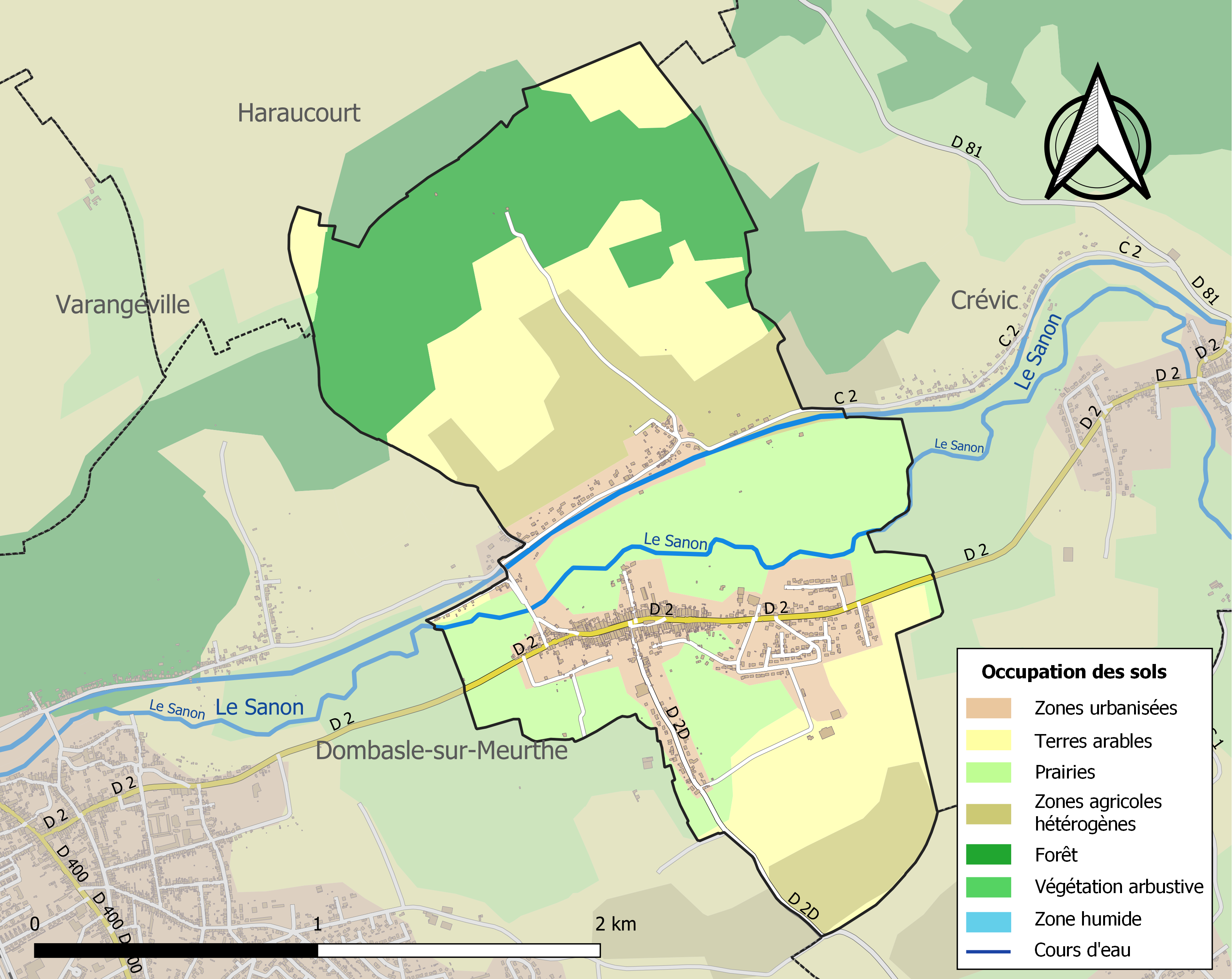
Kaart van de gemeente met de belangrijkste infrastructuur, bodemgebruik en omliggende gemeenten

## Demografie
Onderstaande figuur toont het verloop van het inwonertal (bron: INSEE-tellingen).